# Paikwaophis kruki
Paikwaophis kruki – gatunek węża z podrodziny ślimaczarzy (Dipsadinae) w obrębie rodziny połozowatych (Colubridae); jedyny przedstawiciel rodzaju Paikwaophis. Gatunek i rodzaj zostały opisane w 2023 roku na podstawie okazu złowionego na wyżynach zachodniej Gujany.
Holotyp (niedojrzała samica) miał 180 mm długości i żyje całkowicie lub częściowo pod ziemią, żywiąc się małymi jaszczurkami. Na podstawie badań molekularnych ustalono, że jest najbliżej spokrewniony z rodzajem Xenopholis.
Nazwa rodzajowa odnosi się do miejsca złowienia okazu w pobliżu rzeki Paikwa, a epitet gatunkowy jest uhonorowaniem prof. Andrzeja Kruka, dziekana Wydziału Biologii i Ochrony Środowiska Uniwersytetu Łódzkiego.